# Mykoła Borećkyj
Mykoła Borećkyj (ur. 1879, zm. przypuszczalnie w 1936) – ukraiński duchowny prawosławny, od 1922 biskup, od 1927 metropolita Ukraińskiej Autokefalicznej Cerkwi Prawosławnej.
Aresztowany w 1930, został zesłany na Wyspy Sołowieckie, zmarł w klinice psychiatrycznej w Leningradzie.